# Боббі Паркер (шотландський футболіст)
Бо́ббі Па́ркер (англ. Bobby Parker; 27 березня 1891, Глазго — 1950) — шотландський футболіст, що грав на позиції нападника, зокрема за «Рейнджерс» та «Евертон». По завершенні ігрової кар'єри — тренер.
Чемпіон Шотландії. Чемпіон Англії. 

## Ігрова кар'єра
Починав грати у футбол за команду «Ешфілд» з рідного Глазго, а з 1910 року прожовжив виступами за місцевий «Рейнджерс», в якому провів три сезони, взявши участь у 17 матчах чемпіонату. 
1913 року перейшов до англійського «Евертона». Відразу ж став лідером атак команди з Ліверпуля. В сезонах 1913/14 і 1914/15 був найкращим бомбардиром «Евертона», причому його 35 голів в останньому з них стали найкращим результатом серед усіх нападників Першого англійського дивізіону, а також допомогли його команді здобути другий у її історії чемпіонський титул.
Подальшому розвитку кар'єри все ще досить молодого гравця завадила Перша світова війна, у бойових діях якої він брав безпосередню участь. Він повернувся з фронту з важким кульовим пораненням спини і, хоча одужав достатньо аби грати у футбол та навіть протягом 1916–1917 років брав участь у турнірах воєнного часу, повернутися на рівень гри, демонстрований до поранення вже не зміг. З відновленням футбольних замагань в Англії повернувся до «Евертона», а невдовзі перейшов до  «Ноттінгем Форест», в якому і завершив ігрову кар'єру у 1923 році.

## Кар'єра тренера
Після завершення професійної ігрової кар'єри грав за аматорський шотландський «Фрейзербург», а протягом 1925–1926 років тренував його команду. Згодом з 1927 по 1928 рік працював з ірландським «Богеміаном».
Помер 1950 року.

## Титули і досягнення
- Чемпіон Шотландії (1):

«Рейнджерс»: 1912/13
- Чемпіон Англії (1):

«Евертон»: 1914/15
- Найкращий бомбардир Футбольної ліги Англії (2):

1914/15 (35 голів)